# Балагандж
Балага́ндж (бенг. বালাগঞ্জ, англ. Balaganj) — город на северо-востоке Бангладеш, административный центр одноимённого подокруга. Площадь города равна 4,41 км². По данным переписи 2001 года, в городе проживало 4919 человек, из которых мужчины составляли 54,42 %, женщины — соответственно 45,58 %. Плотность населения равнялась 1115 чел. на 1 км². Уровень грамотности населения составлял 49,7 % (при среднем по Бангладеш показателе 43,1 %).